# Чарльзуорт, Рик
Ричард Иан (Рик) Чарльзуорт (англ. Richard Ian (Ric) Charlesworth, 6 февраля 1952, Субиако, Австралия) — австралийский крикетист, хоккеист (хоккей на траве), нападающий, тренер, серебряный призёр летних Олимпийских игр 1976 года, чемпион мира 1986 года. Выигрывал летние Олимпийские игры 1996 и 2000 годов в качестве главного тренера женской сборной Австралии по хоккею на траве.

## Биография
Рик Чарльзуорт родился 6 февраля 1952 года в Субиако, пригороде австралийского города Перт.
В 1969 году окончил гимназию Крайст Чёрч в Перте. В 1976 году получил медицинскую степень по окончании медицинской школы Университета Западной Австралии. В 2002 году стал почётным доктором наук того же вуза, получил степень бакалавра искусств по специальности «философия и история».

### Хоккейная карьера
Начал играть в хоккей на траве в гимназии, входил в её сборную. Впоследствии был капитаном сборных Западной Австралии и Австралии.
В 1972 году вошёл в состав сборной Австралии по хоккею на траве на Олимпийских играх в Мюнхене, занявшей 5-е место. Играл на позиции нападающего, провёл 9 матчей, забил 3 мяча (два в ворота сборной Малайзии, один — Мексике).
В 1976 году вошёл в состав сборной Австралии по хоккею на траве на Олимпийских играх в Монреале и завоевал серебряную медаль. Играл в поле, провёл 8 матчей, забил 1 мяч в ворота сборной Индии.
В 1980 году был назначен капитаном сборной Австралии на летних Олимпийских играх в Москве, однако Австралия бойкотировала их.
В 1984 году вошёл в состав сборной Австралии по хоккею на траве на Олимпийских играх в Лос-Анджелесе, занявшей 4-е место. Играл на позиции нападающего, провёл 7 матчей, мячей не забивал. Был капитаном команды.
В 1988 году вошёл в состав сборной Австралии по хоккею на траве на Олимпийских играх в Сеуле, занявшей 4-е место. Играл на позиции нападающего, провёл 7 матчей, мячей не забивал.
В составе сборной Австралии стал бронзовым призёром чемпионатов мира 1978 года в Буэнос-Айресе и 1982 года в Бомбее. В 1986 году стал чемпионом мира на турнире, который проходил в Лондоне.
Признавался спортсменом года в Западной Австралии в 1976, 1979 и 1987 годах.
В 1972—1988 годах провёл за сборную Австралии 227 матчей (в том числе более 130 в качестве капитана), забил 85 мячей. Отличался отличным владением клюшкой, мастерством обманных приёмов и скоростью принятия решений.

### Крикетная карьера
Играл в крикет за Западную Австралию (1969), Западный Перт (1969—1970) и Университетский крикетный клуб (1970—1976). Провёл 47 первоклассных матчей.

### Тренерская карьера
По окончании игровой карьеры стал тренером. В 1993—2000 годах тренировал женскую сборную Австралии по хоккею на траве. Привёл её к золотым медалям летних Олимпийских игр 1996 и 2000 годов, чемпионатов мира 1994 и 1998 годов, Трофея чемпионов 1993, 1995, 1997 и 1999 годов, Игр Содружества наций 1998 года.
Впоследствии работал менеджером сборной Новой Зеландии по крикету, после этого стал техническим консультантом мужской и женской сборных Индии по хоккею на траве, советником селекционного комитета, созданного Олимпийским комитетом Индии. Затем вернулся в Австралию, где был наставником тренеров Австралийского института спорта, констультантом футбольного клуба «Фримантл Докерс».
В 2009—2014 годах тренировал мужскую сборную Австралии по хоккею на траве. Привёл её к золотым медалям чемпионата мира 2010 года, Трофея чемпионов 2009, 2010 и 2011 годов, Игр Федерации Содружества наций 2010 года.
В 1994—1997 годах входил в совет Австралийской комиссии по спорту, в 1984—1992 и 2001—2005 годах — в совет Западной Австралии по вопросам спорта.
Автор трёх книг: «Тренер — управление ради успеха» (The Coach — Managing for Success), «Пребывание на вершине» (Staying at the Top) и «Шекспир — тренер» (Shakespeare the Coach).

### Политическая карьера и награды
В 1983 году был избран в парламент Австралии от лейбористской партии и в течение 10 лет представлял в нём Перт.
В 1987 году стал членом Ордена Австралии в честь дня рождения королевы, в 2016 году — офицером Ордена Австралии. В 2000 году награждён Австралийской спортивной медалью.

## Семья
Отец — Лестер Чарльзуорт (1916—1980), работал стоматологом, играл за сборную Западной Австралии по крикету в 1949—1951 годах.
Жена — Кармен Чарльзуорт, трое детей: Гюго, Оскар, Элизабет.

## Увековечение
15 декабря 1987 года введён в Спортивный зал славы Австралии.
В 1995 году введён в Зал чемпионов в Вашингтоне.
В 2008 году введён в хоккейный Зал славы Австралии.